# Esthlogenopsis
Esthlogenopsis – rodzaj chrząszczy z rodziny kózkowatych i podrodziny zgrzypikowych. 

## Zasięg występowania
Przedstawiciele tego rodzaju występują w Ameryce Południowej, w Brazylii i Boliwii.

## Systematyka
Do Esthlogenopsis należą 2 gatunki:
- Esthlogenopsis atlantica
- Esthlogenopsis ochreoscutellaris